# Norrbo socken
Norrbo socken i Hälsingland ingår sedan 1971 i Hudiksvalls kommun och motsvarar från 2016 Norrbo distrikt.
Socknens areal är 201,10 kvadratkilometer, varav 132,80 land. År 2000 fanns här 685 invånare. Tätorten Hålsjö, småorten Gammelsträng samt kyrkbyn Norrbo med sockenkyrkan Norrbo kyrka ligger i denna socken.

## Administrativ historik
Norrbo socken har medeltida ursprung.
Vid kommunreformen 1862 övergick socknens ansvar för de kyrkliga frågorna till Norrbo församling och för de borgerliga frågorna bildades Norrbo landskommun. Landskommunen inkorporerades 1952 i Bjuråkers landskommun som 1971 uppgick i Hudiksvalls kommun.  Församlingen uppgick 2006 i Bjuråker-Norrbo församling.
1 januari 2016 inrättades distriktet Norrbo, med samma omfattning som församlingen hade 1999/2000.  
Socknen har tillhört fögderier, tingslag och domsagor enligt vad som beskrivs i artikeln Hälsingland. De indelta soldaterna tillhörde Hälsinge regemente, Forssa kompani.

## Geografi
Norrbo socken omfattar Norrbonäset, landtungan mellan Dellensjöarna och ett område nordost om Norra Dellen. Socknen består av odlingsbygd vid näset och småkuperad skogsbygd norr därom.
Gränsen mot Delsbo socken i söder går i Sördellen, så att sjöns norra del tillhör Norrbo socken. Gränsen mot Bjuråkers socken i nordväst går genom västra delen av Norrdellen, så att större delen av sjöns östra del ligger inom Norrbo socken. Dock ligger sjöns östligaste "bottenvik" (Hallboviken) i grannsocknen Forsa i sydost.

## Fornlämningar
Från stenåldern finns lösfynd och från järnåldern ett gravfält.

## Namnet
Namnet (1344 Norbo) innehåller en förled som antingen kan innehålla väderstrecket norr eller nor, 'smalt vattendrag som förenar två vattenpartier' då syftande på den korta Norrboån som föbinder de två Dellensjöarna. Efterleden är bo, 'bygd'.

## Personer
Bland personer födda i Norrbo socken märks programledaren Agneta Sjödin, skådespelerskan Noomi Rapace och träskulptören Werner Sjöberg.

## Befolkningsutveckling
| Befolkningsutvecklingen i Norrbo socken 1750–1990                                                        | Befolkningsutvecklingen i Norrbo socken 1750–1990 | Befolkningsutvecklingen i Norrbo socken 1750–1990 | Befolkningsutvecklingen i Norrbo socken 1750–1990 | Befolkningsutvecklingen i Norrbo socken 1750–1990 |
| --- | ------------------------------------------------- | ------------------------------------------------- | ------------------------------------------------- | ------------------------------------------------- |
| |                                                   |                                                   |                                                   |                                                   |
| År |                                                   |                                                   | Folkmängd                                         |                                                   |
| 1750 | 1750                                              |                                                   | 456                                               |                                                   |
| 1760 | 1760                                              |                                                   | 440                                               |                                                   |
| 1769 | 1769                                              |                                                   | 489                                               |                                                   |
| 1780 | 1780                                              |                                                   | 506                                               |                                                   |
| 1790 | 1790                                              |                                                   | 565                                               |                                                   |
| 1800 | 1800                                              |                                                   | 654                                               |                                                   |
| 1810 | 1810                                              |                                                   | 689                                               |                                                   |
| 1820 | 1820                                              |                                                   | 724                                               |                                                   |
| 1830 | 1830                                              |                                                   | 785                                               |                                                   |
| 1840 | 1840                                              |                                                   | 806                                               |                                                   |
| 1850 | 1850                                              |                                                   | 864                                               |                                                   |
| 1860 | 1860                                              |                                                   | 877                                               |                                                   |
| 1870 | 1870                                              |                                                   | 869                                               |                                                   |
| 1880 | 1880                                              |                                                   | 903                                               |                                                   |
| 1890 | 1890                                              |                                                   | 1 076                                             |                                                   |
| 1900 | 1900                                              |                                                   | 1 149                                             |                                                   |
| 1910 | 1910                                              |                                                   | 1 144                                             |                                                   |
| 1920 | 1920                                              |                                                   | 1 140                                             |                                                   |
| 1930 | 1930                                              |                                                   | 1 116                                             |                                                   |
| 1940 | 1940                                              |                                                   | 949                                               |                                                   |
| 1950 | 1950                                              |                                                   | 871                                               |                                                   |
| 1960 | 1960                                              |                                                   | 807                                               |                                                   |
| 1970 | 1970                                              |                                                   | 613                                               |                                                   |
| 1980 | 1980                                              |                                                   | 623                                               |                                                   |
| 1990 | 1990                                              |                                                   | 701                                               |                                                   |
| Anm: Källor: Umeå universitet - Tabellverket 1749-1859, Demografiska databasen, CEDAR, Umeå universitet. |                                                   |                                                   |                                                   |                                                   |